# کانتاکس جی
کانتاکس جی (به انگلیسی: Contax G) یک دوربین عکاسی تک‌لنزی بازتابی ساخت شرکت کارل‌زایس است و دارای دو مدل G1 و G2 میباشد که در سالهای ۱۹۹۴ و ۱۹۹۶ به عموم معرفی شدند.